# Alfa Romeo 415/85T
L'Alfa Romeo 415/85T è un motore prodotto dall'Alfa Romeo per essere utilizzato in Formula 1 nella stagione 1987, ma che venne abbandonato e non corse mai.
La decisione di realizzare questo motore fu presa tra la fine del 1983 e l'inizio del 1984, quando ci si rese conto che il  motore 890 Turbo ad 8 cilindri non era in grado di competere in termini di competitività e di consumi con gli altri motori. Inoltre era all'epoca prevista una variazione regolamentare (poi annullata) per il 1985 che prevedeva una riduzione di cilindrata a 1200cc.  Questo spinse l'Alfa Romeo (ma anche la Ferrari) verso una soluzione a quattro cilindri.
La decisione della federazione internazionale di annullare questa riduzione di cilindrata (che provocò la reazione della Ferrari, che minacciò azioni legali e sviluppò una vettura per il campionato americano Champ Car, portò, insieme ai problemi interni della società, ad un ritardo del progetto, per il quale venne ingaggiato il tecnico torinese Gianni Tonti, papà dei motori della Lancia Beta Montecarlo Turbo e della Lancia LC1.
Il motore venne sviluppato nel 1985-86 dal settore corse dell'Alfa Romeo (ex-Autodelta). All'epoca l'Alfa Romeo stava terminando la sua esperienza in Formula 1 in collaborazione con la scuderia Euroracing, iniziata nel 1983 e che vedeva utilizzare il motore 890 Turbo ad 8 cilindri.
Venne allestita una vettura laboratorio su un telaio del tipo 185T che girò a lungo a Balocco.
L'obiettivo era quello di riscattarsi, dopo i magri risultati di quel periodo, presentandosi come fornitore di motori. La situazione societaria dell'Alfa Romeo era però precaria, i fondi a disposizione minimi e quindi i mezzi a disposizione insufficienti.
La scelta di orientarsi sul 4 cilindri fu determinata da alcuni fattori: semplicità maggiore rispetto ai V6, peso ridotto e soprattutto la ventilata riduzione di cilindrata a 1200 cm³ (da 1500cc) poi vanificata per la decisione di abbandonare gradualmente i motori turbo entro il 1988 preso dalla federazione dopo la morte in un incidente di Elio De Angelis nel 1986.
Nel 1986 la dirigenza Alfa Romeo siglò comunque un accordo con la Ligier per la fornitura di motori l'anno successivo. Il team transalpino sarebbe rimasto senza i motori Renault e dunque si rivolse all'Alfa Romeo. Nel frattempo però avvennero due fatti che avrebbero contribuito alla fine del progetto. Intanto la federazione internazionale decise di abolire entro due anni i motori turbo, per le eccessive potenze degli stessi. Inoltre a fine 1986 l'Alfa Romeo era stata acquistata dalla Fiat che era già impegnata in Formula 1 con la Ferrari e che preferiva vedere l'Alfa Romeo impegnata nelle gare destinate alle vetture turismo.
La vettura venne pronta alla fine del 1986 ma la collaborazione sfumò agli inizi del 1987 quando, dopo varie prove in pista, il pilota René Arnoux della scuderia transalpina rilasciò una dichiarazione negativa in merito all'affidabilità e alla qualità del motore nonché sull'impegno della casa milanese. La nuova dirigenza trovò il motivo per rescindere il contratto e sospendere il programma Formula 1, lasciando "a piedi" la scuderia Ligier alla vigilia della stagione 1987.
Il progetto, coordinato da Gianni Tonti prevedeva un'iniezione elettronica Bosch, con due iniettori per cilindro e stando ai dati della casa forniva una potenza massima in configurazione gara di 830-850 cv a 10500 giri circa.
Pesava 122 kg a secco (26 kg in meno del vecchio motore) ed essendo fatto in soli 1364 pezzi (la metà del vecchio ) il tempo per revisionarlo era di 230 ore anziché 325.
Il progetto fu abbandonato, l'Alfa Romeo si dovette concentrare sulle vetture Turismo (dove tradizionalmente era tra le migliori case) e il progetto di un 10 cilindri a V per la categoria (poi abortita) della "production car".
Una peculiarità di questo motore, almeno per la Formula 1, era la doppia sovralimentazione mediante due turbine di "piccole" dimensioni. La soluzione era già stata sperimentata dal suo progettista Gianni Tonti ai tempi della Lancia Beta Montecarlo Turbo per il mondiale marche.
Esistono inoltre due versioni, una con 4 collettori di scarico collegati in modo incrociato con le due turbine (due cilindri per turbina) ed una più complessa con 8 collettori di scarico (uno per ogni singola valvola di scarico).